# 圣皮埃尔德伯夫
圣皮埃尔德伯夫（法語：Saint-Pierre-de-Bœuf，法語發音：[sɛ̃ pjɛʁ də bœf]）是法国卢瓦尔省的一个市镇，属于圣艾蒂安区。

## 地理
圣皮埃尔德伯夫（45°22'58"N, 4°44'58"E）面积5.95 平方千米，位于法国奥弗涅-罗讷-阿尔卑斯大区卢瓦尔省，该省份为法国中南部省份，北起顺时针与索恩-卢瓦尔省、罗讷省、伊泽尔省、阿尔代什省、上盧瓦爾省、多姆山省和阿列省接壤。
与圣皮埃尔德伯夫接壤的市镇（或旧市镇、城区）包括：利莫尼、勒佩阿日德鲁西永、圣莫里斯莱克西勒、沙瓦奈、马勒瓦勒。

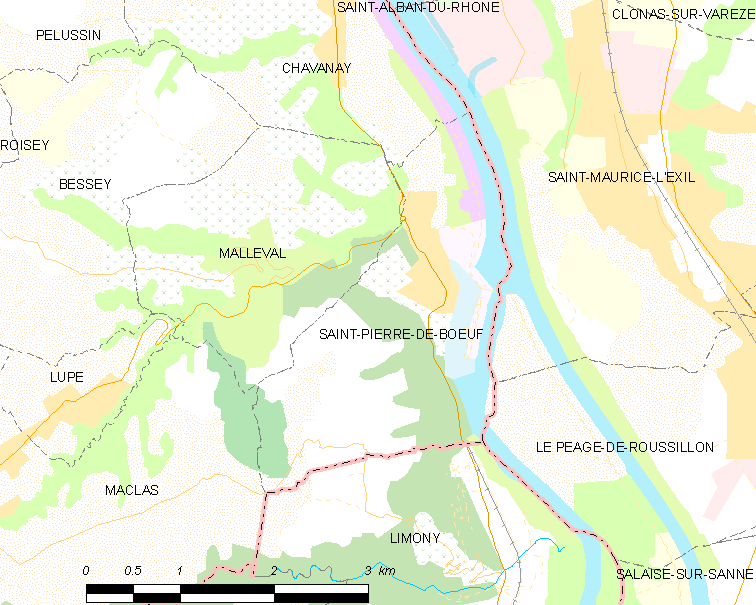
圣皮埃尔德伯夫的OSM定位图

圣皮埃尔德伯夫的时区为UTC+01:00、UTC+02:00（夏令时）。

## 行政
圣皮埃尔德伯夫的邮政编码为42520，INSEE市镇编码为42272。

## 政治
圣皮埃尔德伯夫所属的省级选区为勒皮拉县。

## 人口

1962-2008年间圣皮埃尔德伯夫人口变化图示

圣皮埃尔德伯夫于2022年1月1日时的人口数量为1705人。